# Proteides
Proteides este un gen de fluturi din familia Hesperiidae. 

## Specii
- Proteides maysi (Lucas, 1857) Cuba
- Proteides mercurius  (Fabricius, 1787)  America de Sud,  Arizona
- P. mercurius mercurius Guiana Franceză, Surinam
- P. mercurius sanantonio   (Lucas, 1857) Cuba
- P. mercurius angasi  Godman & Salvin, 1884 Dominica
- P. mercurius pedro (Dewitz, 1877) Puerto Rico
- P. mercurius jamaicensis  Skinner, 1920 Jamaica
- P. mercurius sanchesi Bell & Comstock, 1948 Haiti
- P. mercurius vincenti  Bell & Comstock, 1948 Saint Vincent
- P. mercurius grenadensis   Enrico & Pinchon, 1969 Grenada